# Fußball-Verbandspokal 2020/21
Über den Fußball-Verbandspokal 2020/21 wurden 22 Teilnehmer der 21 Landesverbände des DFB am DFB-Pokal 2021/22 ermittelt. Die Sieger der Verbandspokale waren zur Teilnahme an der ersten Runde des Wettbewerbs berechtigt. Die drei Landesverbände mit den meisten Herrenmannschaften im Spielbetrieb – Bayern, Niedersachsen und Westfalen – entsandten zusätzlich jeweils einen zweiten Teilnehmer. Somit qualifizierten sich 24 Amateurvereine für den nationalen Pokalwettbewerb, davon 22 über die Verbandspokale. Zweite Mannschaften von Vereinen und Kapitalgesellschaften durften nicht am DFB-Pokal teilnehmen.
In Niedersachsen qualifizierten sich die Sieger beider Pokalwettbewerbe für den DFB-Pokal. In Bayern qualifizierte sich der Sieger des bayerischen Regionalligapokals zusätzlich zum Sieger des Verbandspokals für die erste Hauptrunde des DFB-Pokals. Der zweite westfälische Vertreter war außerordentlich der beste teilnahmeberechtigte westfälische Verein der Regionalliga West 2020/21.
Erreichte ein Verbandspokalsieger einen der ersten vier Plätze der 3. Liga, rückte der unterlegene Finalist nach.

## Endspiele
Die Tabelle gibt eine Übersicht über die Verbandspokal-Endspiele der Saison 2020/21. Alle Spiele sollten am Finaltag der Amateure am 29. Mai 2021 (16 Tage nach dem Endspiel des DFB-Pokals 2020/21) stattfinden.
Ende April 2021 hatte bereits ein Großteil der Landes- und Regionalverbände aufgrund der weiterhin prekären COVID-19-Pandemielage seine Ligaspielzeiten ab der Regionalliga abwärts abgebrochen oder gar annulliert. Daraus resultierend wurden in mehreren Verbandspokalwettbewerben noch nicht einmal die Finalrunden erreicht oder gar nur die jeweils ersten Runden absolviert. Die weitere Handhabung oblag somit jedem einzelnen Verband, der letztendlich zwei Finalisten oder einen Teilnehmer am DFB-Pokal bestimmen sollte. Nach Schleswig-Holstein, Hamburg, Thüringen, Mecklenburg-Vorpommern, Südbaden und Bremen gab auch der Regionalverband Südwest vorab bekannt, nicht am Finaltag der Amateure teilzunehmen.
| Verband                | Pokal                                                            | Termin              | Austragungsort      | Stadion                      | 1. Finalist                   | Ergebnis              | 2. Finalist                  |
| ---------------------- | ---------------------------------------------------------------- | ------------------- | ------------------- | ---------------------------- | ----------------------------- | --------------------- | ---------------------------- |
| Baden                  | bfv-Rothaus-Pokal                                                | 29. Mai 2021        | Pforzheim           | Stadion im Brötzinger Tal    | SV Waldhof Mannheim (3L)      | 2:1 (2:0)             | FC-Astoria Walldorf (RL)     |
| Bayern 1               | Bayerischer Toto-Pokal (2020/21)                                 | 27. Juni 2021       | Illertissen         | Vöhlinstadion                | FV Illertissen (RL)           | 0:0 (7:8 i. E.)       | Türkgücü München (3L)        |
| Berlin                 | AOK-Landespokal Berlin                                           | 29. Mai 2021        | Berlin-Westend      | Mommsenstadion               | BFC Dynamo (RL)               | 2:1 (0:0)             | Berliner AK 07 (RL)          |
| Brandenburg            | AOK-Landespokal Brandenburg (2020/21)                            | 29. Mai 2021        | Luckenwalde         | Werner-Seelenbinder-Stadion  | FSV Union Fürstenwalde (RL)   | 0:2 (0:1)             | SV Babelsberg 03 (RL)        |
| Bremen                 | Lotto-Pokal Bremen                                               | 30. Juni 2021       | Bremen-Oberneuland  | Sportpark Vinnenweg          | Brinkumer SV (OL)             | 1:2 (0:0)             | Bremer SV (OL)               |
| Hamburg 2              | Entscheidungsspiel zur Qualifikation zum DFB-Pokal               | 26. Juni 2021       | Norderstedt         | Edmund-Plambeck-Stadion      | Eintracht Norderstedt (RL)    | 1:0 (1:0)             | FC Teutonia 05 Ottensen (RL) |
| Hessen                 | Bitburger Hessenpokal (2020/21)                                  | 29. Mai 2021        | Haiger              | SIBRE-Sportzentrum Haarwasen | TSV Steinbach Haiger (RL)     | 0:3 (0:0)             | SV Wehen Wiesbaden (3L)      |
| Mecklenburg-Vorpommern | Lübzer Pils Cup                                                  | nicht ausgetragen 3 | nicht ausgetragen 3 | nicht ausgetragen 3          | nicht ausgetragen 3           | nicht ausgetragen 3   | nicht ausgetragen 3          |
| Mittelrhein            | Bitburger-Pokal (2020/21)                                        | 29. Mai 2021        | Bonn                | Sportpark Nord               | FC Viktoria Köln (3L)         | 2:0 (2:0)             | Alemannia Aachen (RL)        |
| Niederrhein            | Niederrheinpokal                                                 | 29. Mai 2021        | Duisburg            | Schauinsland-Reisen-Arena    | Wuppertaler SV (RL)           | 2:1 (1:0)             | SV Straelen (RL)             |
| Niedersachsen 1        | Krombacher Niedersachsenpokal 3. Liga und Regionalliga (2020/21) | 29. Mai 2021        | Hannover            | Eilenriedestadion            | SV Drochtersen/Assel (RL)     | 2:2 (2:1) (3:4 i. E.) | SV Meppen (3L)               |
| Niedersachsen 1        | Krombacher Niedersachsenpokal Amateure (2020/21)                 | 29. Mai 2021        | –                   | –                            | VfL Oldenburg (OL)            | per Los 4             | SC Spelle-Venhaus (OL)       |
| Rheinland 5            | Entscheidungsspiel zur Qualifikation zum DFB-Pokal               | 29. Mai 2021        | Koblenz             | Stadion Oberwerth            | TuS Rot-Weiß Koblenz (RL)     | 6:1 (2:1)             | VfB Linz (BL)                |
| Rheinland 5            | Rheinlandpokal                                                   | 15. September 2021  | Koblenz             | Stadion Oberwerth            | FC Rot-Weiß Koblenz 6 (RL)    | 3:0 (2:0)             | FV Hunsrückhöhe Morbach (VL) |
| Saarland               | Sparkassenpokal Saar                                             | 29. Mai 2021        | Spiesen-Elversberg  | Waldstadion Kaiserlinde      | SV Elversberg (RL)            | 1:0 (0:0)             | 1. FC Saarbrücken (3L)       |
| Sachsen                | Wernesgrüner Sachsenpokal (2020/21)                              | 29. Mai 2021        | Leipzig             | Sportschule „Egidius Braun“  | 1. FC Lokomotive Leipzig (RL) | 1:0 n. V.             | Chemnitzer FC (RL)           |
| Sachsen-Anhalt 7       | Entscheidungsspiel zur Qualifikation zum DFB-Pokal               | 29. Mai 2021        | Halberstadt         | Friedensstadion              | Hallescher FC (3L)            | 2:3 (0:2)             | 1. FC Magdeburg (3L)         |
| Schleswig-Holstein     | SHFV-Lotto-Pokal (2020/21)                                       | 27. Juni 2021       | Malente             | Uwe-Seeler-Fußball-Park      | 1. FC Phönix Lübeck (RL)      | 1:2 n. V. (1:1, 0:1)  | SC Weiche Flensburg 08 (RL)  |
| Südbaden               | SBFV-Rothaus-Pokal                                               | 27. Juni 2021       | Bahlingen           | Kaiserstuhlstadion           | FC 08 Villingen (OL)          | 5:1 (2:1)             | Freiburger FC (OL)           |
| Südwest                | Bitburger Verbandspokal                                          | nicht ausgetragen 8 | nicht ausgetragen 8 | nicht ausgetragen 8          | nicht ausgetragen 8           | nicht ausgetragen 8   | nicht ausgetragen 8          |
| Thüringen              | Thüringen Pokal                                                  | 30. Juni 2021       | Meuselwitz          | bluechip-Arena               | FC Carl Zeiss Jena (RL)       | 4:1 n. V. (1:1, 0:0)  | FC An der Fahner Höhe (OL)   |
| Westfalen 1 9          | Krombacher Westfalenpokal (2020/21)                              | 29. Mai 2021        | Verl                | Sportclub Arena              | Sportfreunde Lotte (RL)       | 0:1 (0:0)             | Preußen Münster (RL)         |
| Württemberg            | DB Regio-wfv-Pokal (2020/21)                                     | 29. Mai 2021        | Stuttgart           | Gazi-Stadion auf der Waldau  | TSG Balingen (RL)             | 0:3 (0:1)             | SSV Ulm 1846 (RL)            |

| Spielklassenzuordnung der gleichen Saison | Spielklassenzuordnung der gleichen Saison |
| ----------------------------------------- | ----------------------------------------- |
| (3L)                                      | 3. Liga                                   |
| (RL)                                      | Regionalliga (4. Liga)                    |
| (OL)                                      | Oberliga (5. Liga)                        |
| (VL)                                      | Verbandsliga (6. Liga)                    |
| (BL)                                      | Bezirksliga (7. Liga)                     |